# Emene
Die Emene war ein französisches Getreidemaß in der Region Montpellier und der historisch zugehörigen Provinz Languedoc.
- 1 Emene = 1289 Pariser Kubikzoll = 25,569 Liter[1]